# Ernesto Marcel
Ernesto Marcel est un boxeur panaméen né le 23 mai 1948 à Colón (Panama) et mort le 29 juin 2020 à Panama (Panama).

## Carrière
Passé professionnel en 1966, Ernesto Marcel devient champion du Panama des poids coqs en 1969 puis des poids plumes l'année suivante et champion du monde WBA de la catégorie le 19 août 1972 après sa victoire aux points contre Antonio Gómez. Il défend victorieusement 4 fois sa ceinture avant de la laisser vacante et de mettre un terme à sa carrière en 1974 (sur un bilan de 40 victoires, 4 défaites et 2 matchs nuls).